# Yuzuru Suzuki
Pour les articles homonymes, voir Suzuki (homonymie).
Yuzuru Suzuki (鈴木 譲, Suzuki Yuzuru, né le 6 novembre 1985 à Kawasaki) est un coureur cycliste japonais.

## Palmarès et résultats

### Palmarès par année
- 2017
  - 3e du Tour de Tochigi

### Classements mondiaux
| Année         | 2009 | 2010 | 2011 | 2012 | 2013 | 2014 | 2015 | 2016 |
| ------------- | ---- | ---- | ---- | ---- | ---- | ---- | ---- | ---- |
| UCI Asia Tour | 217e | 323e | 134e | 176e |      |      | 254e | 261e |